# District de Lons-le-Saunier
Le district de Lons-le-Saunier est une ancienne division territoriale française du département du Jura de 1790 à 1795. Il était composé des cantons de Lons le Saunier, Arlay, Bletterans, Chilly, Conliege, Cousance, Doucier, Vernantois, Vincelle et Voiteur.